# Charles Wolfe (musicoloog)
Charles Wolfe (Sedalia, 14 augustus 1943 - Murfreesboro, 9 februari 2006) was een Amerikaans musicoloog en componist. Hij onderzocht met name de oorsprong van de countrymuziek en was gespecialiseerd in traditionele muziekstijlen als old-time music, bluegrass, blues en gospel. Hij leverde de hoesteksten voor rond driehonderd muziekalbums en scheef tientallen boeken en een groot aantal artikelen.

## Biografie
Wolfe begon zijn studie aan de Southwest Missouri University en slaagde daarna voor zijn graden als master en doctor aan de Universiteit van Kansas. Tijdens zijn studie speelde hij in de lokale bands Johnny and the Echoes, Ronnie Self en Terry Bidell & the Nighthawks. Hij speelde gitaar, banjo, saxofoon en accordeon.
Kort nadat hij zijn studie had afgerond, ging hij in 1970 aan de slag als docent voor de faculteit Engels aan de Staatsuniversiteit van Middle Tennessee in Murfreesboro. In 1982 promoveerde hij tot gewoon hoogleraar (full professor). De relatief korte afstand tot het centrum van de countrymuziek, Nashville, maakte bij hem een zoektocht los naar de oorsprong van deze muziekstijl.
Hij publiceerde in 1975 zijn eerste boek in deze richting, getiteld 'Grand Ole Opry': the early years, 1925-35 en volgde het jaar erop met het historische werk Tennessee strings: the story of country music in Tennessee. In 1982 publiceerde hij nog een vergelijkbaar werk over de noordelijk gelegen buurstaat, Kentucky Country: folk and country music of Kentucky. Bij elkaar bracht hij tientallen boeken voort en een groot aantal artikelen.
Ook schreef hij teksten voor muziekalbums, waarvan er drie werden genomineerd voor een Grammy Award. Verder won hij verschillende studiebeurzen, een oeuvreprijs van het Curb Music Business Program op de Belmont-universiteit en ontving hij de Award of Merit van de International Bluegrass Music Association. Verder werd hij in 2008 postuum opgenomen in de International Bluegrass Music Hall of Fame.
Wolfe ging in 2005 met emeritaat vanuit de Staatsuniversiteit van Middle Tennessee. Hij overleed een jaar later op 62-jarige leeftijd in het Middle Tennessee Medical Center in zijn woonplaats aan de gevolgen van suikerziekte. Hij liet een vrouw en twee dochters na.